# Kagome Kagome
„Kagome Kagome” (かごめかごめ lub 籠目籠目) – japońska gra dla dzieci i związana z nią piosenka (Warabe uta). Jeden gracz zostaje wybrany jako Oni (dosłownie demon lub ogr) i siedzi z założoną opaską na oczy (lub zasłania oczy dłoniami). Pozostałe dzieci trzymają się za ręce i chodzą w kółko wokół Oni, śpiewając piosenkę do gry. Kiedy piosenka się kończy, Oni próbuje nazwać osobę stojącą bezpośrednio za nimi, a jeżeli odgadnie poprawnie zamienia się z nią rolami.
Piosenka jest przedmiotem dużego zainteresowania ze względu na jej tajemniczy tekst, który różni się w zależności od regionu, i istnieje wiele teorii na temat jej znaczenia, ale żadna nie została ostatecznie wyjaśniona.

## Słowa
W języku japońskim piosenka ma różne teksty w zależności od regionu, ale najbardziej znana wersja to:
| Japoński                                                                          | Transkrypcja |
| --------------------------------------------------------------------------------- | --- |
| 籠目籠目 籠の中の鳥は いついつ出やる 夜明けの晩に 鶴と亀が滑った 後ろの正面だあれ | Kagome kagome / Kago no naka no tori wa Itsu itsu deyaru / Yoake no ban ni Tsuru to kame ga subetta. Ushiro no shoumen daare |

Najbardziej powszechną interpretacją jest:
Kagome kagome / Ptak w koszyku/klatce,
Kiedy, och, kiedy on wyjdzie
W nocy o świcie
Żuraw i żółw się poślizgnęli
Kto jest teraz za tobą?
Ponieważ piosenka jest zwykle pisana w jednym wierszu oraz bez żadnych znaków interpunkcyjnych, w połączeniu z dziwnymi zwrotami i zagadkowymi słowami, nie jest jasne, które frazy są z którymi powiązane (na przykład „W nocy o świcie” może być odpowiedzią na „Kiedy, och, kiedy on wyjdzie” lub może być rozpoczęciem dla wersu "Żuraw i żółw się poślizgnęli").
Inne wariacje piosenki obejmują zamianę wersu "夜明けの晩に" ("yoake no ban ni/w nocy o świcie") z "夜明けの番人" ("yoake no bannin/strażnik o świcie") i "後ろの正面" ("ushiro no shoumen/z przodu za tobą") z "後ろの少年" ("ushiro no shounen/chłopiec z tyłu"). Istnieją niezliczone odmiany tej piosenki, z których wiele zostało zapisanych.